# Фрай, Карл-Рихард
Карл-Рихард Фрай (род. 11 июля 1991, Тросдорф, Северный Рейн-Вестфалия) — немецкий дзюдоист, призёр чемпионатов мира, участник летних Олимпийских игр 2016 года в Рио-де-Жанейро, бронзовый призёр летних Олимпийских игр 2020 года в Токио.

## Карьера
Родился 11 июля 1991 года в городе Тросдорф (Северный Рейн-Вестфалия). Выступает в полутяжёлой весовой категории (до 100 кг). В 2009 году стал серебряным призёром первенства Германии среди юниоров, а на следующий год — бронзовым. В 2010 году стал чемпионом Европы среди юниоров, а в 2012 — бронзовым призёром первенства Европы среди молодёжи. Шесть раз поднимался на пьедестал чемпионата Германии среди взрослых: дважды становился бронзовым призёром чемпионата (2009 и 2012 годы), дважды — серебряным (2014 и 2017) и дважды — чемпионом (2015 и 2018). Победитель и призёр многих престижных международных турниров. Бронзовый (2014) и серебряный (2015) призёр чемпионатов мира.
На Олимпиаде 2016 года последовательно победил венгра Миклоша Циреникса, представителя Мьянмы Яна Наинга Соу и проиграл украинцу Артёму Блошенко. В серии утешительных схваток Фрай победил египтянина Рамадана Дарвиша, проиграл французу Сирилю Маре и занял итоговое 5-е место.
На следующей Олимпиаде в Токио Фрай завоевал бронзовую медаль.

## Семья
Младший брат, Йоханнес, также представляет Германию и выступает в категории свыше 100 кг.